# Nozomi
Nozomi (jap. のぞみ nadzieja) – japońska sonda kosmiczna i niedoszły sztuczny satelita Marsa. Jedyny japoński statek jaki dotarł do innej planety do 2010 roku, kiedy sonda Akatsuki podjęła pierwszą próbę wejścia na orbitę Wenus. Misja nie powiodła się z powodu spalenia przez sondę zbyt dużej ilości paliwa podczas manewrów korygujących lot, które zostały wymuszone awarią jednego z zaworów silnika sondy. Nozomi ucierpiała też na skutek silnego rozbłysku na Słońcu.
Planowo miała działać na orbicie przynajmniej jeden marsjański rok.

## Cele naukowe
Sonda Nozomi, mimo swojej niewielkiej masy, pomieściła w sobie aż 14 różnych instrumentów naukowych. Umożliwiło to zaplanowanie dla sondy wielu różnych badań:
- pierwsze dokładne pomiary marsjańskiego pola magnetycznego
- określenie składu i struktury atmosfery Marsa
- badanie struktury jonosfery i jej fal plazmowych
- fotografowanie Marsa i jego dwóch księżyców: Deimosa i Fobosa
- potwierdzenie istnienia pierścienia pyłowego wokół Fobosa
- badania UV Księżyca i heliosfery Układu Słonecznego podczas lotu do Marsa

## Opis misji

### Udział innych krajów
Wiele spośród przyrządów naukowych zostało wytworzonych przez zagranicznych partnerów misji Nozomi. NASA dostarczyła spektrometr masowy gazów obojętnych i ultrastabilny oscylator dla przyrządów radiowych. Spektrometr masowy jonów, analizator plazmy i licznik pyłu zostały dostarczone, odpowiednio, przez Szwecję, Kanadę (był to pierwszy udział Kanadyjskiej Agencji Kosmicznej w misji międzyplanetarnej) i Niemcy. Kamera światła widzialnego została opracowana we współpracy z Francją. Program Nozomi przewidywał wzmożenie międzynarodowej współpracy podczas fazy analizy danych naukowych.

### Przebieg misji
Nozomi została wystrzelona rakietą M-V z kosmodromu Kagoshima, 3 lipca 1998. Podczas czteromiesięcznego orbitowania wokół Ziemi, Nozomi wykonała pierwszy rozpędzający ją przelot koło Księżyca 24 sierpnia 1998. 18 grudnia wykonała drugi przelot koło Księżyca (w odległości 2809 km). Dwa dni później, w nocy z 20 na 21 grudnia, sonda przeleciała w pobliżu Ziemi (odl. 1000 km) i weszła na trajektorię międzyplanetarną.
Podczas tego przelotu uszkodzeniu uległ jeden z zaworów w silniku sondy, co odchyliło ją od właściwego toru lotu. Zespół kontroli lotu Nozomi wydał komendy korygujące skutki tego incydentu. Wkrótce potem okazało się, że dokonane manewry pochłonęły taką ilość paliwa, że niemożliwe stało się wejście na orbitę okołomarsjańską w planowanym dniu 11 października 1999 (o godz. 7:45:14). Japońskim naukowcom udało się opracować zastępczy plan lotu umożliwiający sondzie dotarcie do Marsa na przełomie lat 2003/2004 i wykonanie powierzonych zadań. Plan przewidywał kolejne przeloty rozpędzające koło Księżyca, a potem kolejne dwa koło Ziemi, wspomagane silnikiem sondy.
Będąc w przestrzeni kosmicznej, 21 kwietnia 2002 Nozomi doznała bombardowania cząstkami pochodzącymi z bardzo silnego rozbłysku na Słońcu. Uszkodziły one niektóre z obwodów elektronicznych sondy. Mimo to, statek dalej wykonywał swój nowy plan – sonda Nozomi dokonała drugiego zbliżenia z Ziemią 21 grudnia 2002, w odległości 35 900 km. Do trzeciego zbliżenia z Ziemią doszło 19 czerwca 2003, w odległości 11 000 km.
Definitywny kres misji przyszedł, gdy sonda była już prawie u celu. 9 grudnia 2003 chciano wprowadzić ją na orbitę Marsa, jednak nie powiodły się próby uruchomienia silnika. Nozomi została uznana za straconą. Odpalenie silniczków korekcyjnych pozwoliło jedynie sprawić, że 14 grudnia 2003 sonda przeleciała 900 km nad powierzchnią Marsa i nie mając łączności z Ziemią, weszła na orbitę heliocentryczną.

### Niedoszła satelizacja
Nozomi miała wejść na silnie wydłużoną orbitę okołomarsjańską. Jej perycentrum miało się znajdować około 300 km nad powierzchnią Czerwonej Planety, a apocentrum w odległości około 15 promieni Marsa. Nachylenie orbity miało wynosić 170° (w stosunku do ekliptyki). Wkrótce po wejściu na orbitę, rozłożone miały zostać wysięgniki i anteny sondy. Perycentrum miano obniżyć do 150 km, a okres orbity do 38,5 godzin. Niska część orbity miała służyć do bezpośrednich pomiarów termosfery i egzosfery Marsa. Wyższe partie orbity miały pozwalać na zbadanie materii uciekającej z Marsa (planeta ma dość słabą grawitację, pozwalającą na ucieczkę gazów z atmosfery) i jej interakcji z wiatrem słonecznym. Podstawowa misja Nozomi miała trwać około dwóch lat od wejścia na orbitę, czyli ok. jednego roku marsjańskiego. Wydłużenie misji przewidywano na 2 do 5 lat.

## Budowa i działanie
Sonda została zbudowana przez japoński Institute of Space and Astronautical Science i Uniwersytet Tokijski. Miała wysokość 0,58 m. Jej czworokątny kadłub o ściętych wierzchołkach miał przekątną 1,6 m. Wystawały z niego dwa panele krzemowych ogniw słonecznych. Statek posiadał akumulatory NiMH. U góry kadłuba znajdowała się nieruchoma antena paraboliczna dużego zysku. Antena była nieruchoma, z powodu czego oś obrotu statku była stale skierowana ku Ziemi. Stabilizujący ruch obrotowy odbywał się z prędkością 7,5 obr./min. U spodu zamontowano jednostkę napędową sondy: jeden duży silnik wielokrotnego użytku i kilka małych silniczków korekcyjnych.
Statek posiadał również rozkładany maszt o długości 5 m i jeden krótszy, jednometrowy wysięgnik. Ze statku wystawała także para cienkich anten, o łącznej długości 50 m.
Masa własna statku wynosiła 258 kg; wraz z paliwem, 540 kg.

### Łączność
Komunikacja ze statkiem odbywała się w paśmie X (8410,93 MHz) i S (2293,89 MHz). Moc nadajnika wynosiła 2,5 W. Prędkość telemetrii wahała się między 32 a 64 kb/s (zależnie od odległości sondy od Ziemi). W razie spadku prędkości do 4 kbps, dane miały być zgrywane do pokładowej pamięci stałej i przesłane później.

### Ładunek
- EIS – Electron and Ion Spectrometer – spektrometr elektronów i jonów
- ESA – Electron Spectrum Analyzer – analizator widm elektronów
- IMI – Ion Mass Imager – przyrząd obrazowania mas jonów
- ISA – Ion Spectrum Analyzer – analizator widm jonów
- LFA – Low Frequency plasma wave Analyzer – analizator fal plazmy o niskiej częstotliwości
- NMS – Neutral gas Mass Spectrometer – spektrometr masowy gazów obojętnych
- MDC – Mars Dust Counter – licznik pyłu marsjańskiego
- MGF – MaGnetic Field measurement – pomiary pola magnetycznego
- MIC – Mars Imaging Camera – dosł. kamera zobrazowania Marsa
- PET – Probe for Electron Temperature – próbnik temperatury elektronów
- PWS – Plasma Wave and Sounder – eksperyment badań fal plazmy
- TPA – Thermal Plasma Analyzer – analizator plazmy termicznej
- UVS – UltraViolet imaging Spectrometer – obrazujący spektrometr UV
- XUV – eXtra UltraViolet scanner – skaner skrajnego ultrafioletu

Na małych aluminiowych płytkach umieszczonych na sondzie wyryto nazwiska 270 000 osób, które miały symbolicznie okrążać Marsa. Przedstawiciele JAXA przeprosili, że nie mogli dotrzymać słowa i dostarczyć ich do Czerwonej Planety. Podziękowali również za listowne i telefoniczne wsparcie udzielone ekipie misji i samej sondzie.